# Radinskya
Radinskya es un género extinto de mamífero similar a un perisodáctilo del Paleoceno de China (Edad mamífero de Asia Nongshaniense). Fue nombrado por el paleontólogo especialista en perisodáctilos Leonard Radinsky, quien murió prematuramente en 1985.
Antes del descubrimiento de Radinskya, los paleontólogos especulaban sobre un origen americano para los mamíferos tetiterios similares a los perisodáctilos, con una radiación que tomó lugar durante la transición entre el Paleoceno al Eoceno (hace unos 55 millones de años). El primitivo Radinskya de China hizo claro que esta radiación comenzó en Asia durante el Paleoceno, de donde se extendieron a Norteamérica, Europa y África durante el Eoceno. Con su enigmática posición en la base de esta radiación, Radinskya es un miembro de una fauna del Paleoceno chino que incluye a tetiterios primitivos como Minchenella y a los más antiguos arsinoiterios; comparte muchas características con los perisodáctilos y algunas con los fenacolófidos, pero es muy primitivo como para decir que es un tipo de caballo, rinoceronte o tapir.
Radinskya es conocido exclusivamente de un cráneo parcial con la dentadura superior, lo cual hace difícil establecer sus relaciones con otros grupos.Rose, 2006 describió a los molares superiores como "cuadrados con un contorno romboide y un débil patrón de la corona en forma de π formada por unos incipientes ectolofo, protolofo y metalofo (crestas en las coronas). Esta disposición recuerda mucho al patrón de la corona de los primeros perisodáctilos, pero los fuertes cónulos (cúspides) y algunos otros rasgos sugieren una relación con los fenacolófidos" y añadió que "Radinskya puede ser el taxón hermano de todos los demás Altungulata o puede estar más cerca del origen de Perissodactyla que cualquier fenacodóntido."
Radinskya también ha sido incluido en Embrithopoda, siendo tratado como un grupo externo a los perisodáctilos. Otros fenacolófidos del Nongshaniense incluyen a Yuelophus, Tienshanilophus, Ganolophus y al Minchenella de gran tamaño.